# Рут, Алекси
Алекси Вильгельмина Рут (англ. Alexey Wilhelmina Root, ур. Рудольф (англ. Rudolph); род. 24 июля 1965) — американская шахматистка, международный мастер среди женщин (1989), победительница чемпионата США по шахматам среди женщин (1989).

## Биография
Начала играть в шахматы в возрасте девяти лет. В 1989 году победила на чемпионате США по шахматам среди женщин. В 1990 году в Куала-Лумпуре она участвовала в межзональном турнире по шахматам, в котором заняла 18-е место. В 1990 году в Нови-Саде представляла команду США на женской шахматной олимпиаде.
Окончила Калифорнийский университет в Лос-Анджелесе со степенью доктора философии. Работает как междисциплинарный преподаватель Техасского университета в Далласе. Автор шести книг по шахматному образованию.

## Изменения рейтинга
| Графики недоступны из-за технических проблем. См. информацию на Фабрикаторе и на mediawiki.org. |